# Boiga barnesii
Espèce
Synonymes
- Dipsas barnesii Günther, 1869

Statut de conservation UICN

 LC  : Préoccupation mineure
Boiga barnesii  est une espèce de serpents de la famille des Colubridae.

## Répartition
Cette espèce est endémique du Sri Lanka.

## Étymologie
Son nom d'espèce lui a été donné en l'honneur de M. Barnes.

## Description
Boiga barnesii mesure jusqu'à 60 cm.

## Publication originale
- Günther, 1869 : Report on two collections of Indian reptiles. Proceedings of the Zoological Society of London, vol. 1869, p. 500-507 (texte intégral).